# Pastor Milciades Coronel
Pastor Milciades Coronel (San Estanislao, 9 de agosto de 1929-Asunción, 19 de septiembre de 2000) fue un político y funcionario policial paraguayo que se desempeñó como jefe del Departamento de Investigaciones durante la dictadura de Alfredo Stroessner. Su gestión estuvo vinculada a violaciones sistemáticas de derechos humanos, documentadas tras la recuperación de los Archivos del Terror. Fue condenado y murió en prisión.

## Biografía

### Primeros años
Nació en San Estanislao el 9 de agosto de 1929. Antes de su incorporación a la fuerza pública, trabajó como funcionario en el Ministerio de Educación y Culto (MEC).

### Actividad en el aparato represivo
En 1968 fue designado por el dictador Alfredo Stroessner como jefe del Departamento de Investigaciones, con el encargo de reestructurar dicho organismo y consolidarlo como núcleo operativo del aparato represivo del régimen.
Durante su gestión, la sede del Departamento —ubicada en la intersección de Presidente Franco y Chile, en Asunción— se convirtió en un centro sistemático de detención, interrogatorio y represión contra opositores políticos e ideológicos. Informes posteriores identificaron este lugar como uno de los principales sitios donde se cometieron tratos crueles, inhumanos y degradantes, incluyendo tortura y ejecución extrajudicial. Según la Coordinadora de Derechos Humanos de Paraguay (Codehupy), el 30,6 % del total de las víctimas de tortura del stronismo pasaron por sus instalaciones.
Bajo su mando se implementó un sistema de archivo con fichas individuales y se reorganizó la institución en secciones especializadas, encargadas del control de sectores como el sindicalismo, el movimiento estudiantil, la actividad política y las zonas fronterizas. La Dirección de Política y Afines, dirigida por Alberto Buenaventura Cantero, fue identificada por exdetenidos como una de las unidades más represivas.
Coronel también ejercía control sobre el Departamento de Identificaciones, encargado de emitir la documentación personal, lo que le otorgaba un considerable poder de vigilancia poblacional, así como acceso a recursos financieros e influencia política dentro del aparato estatal.
Paralelamente, desarrolló estructuras internas dentro del Partido Colorado, organizando grupos afines, especialmente oriundos de su localidad natal, a los que proveía de simbología y dispositivos de intimidación para actos partidarios.

## Juicio y condena
Tras el derrocamiento de Stroessner el 3 de febrero de 1989, Coronel fue arrestado y posteriormente condenado a 25 años de prisión por violaciones sistemáticas a los derechos humanos, incluyendo torturas y asesinatos de detenidos políticos.
La apertura de los denominados Archivos del Terror el 22 de diciembre de 1992, hallados en una dependencia policial de Lambaré, reveló documentación clave sobre la planificación y ejecución sistemática de la represión durante la dictadura. Estos archivos fueron fundamentales para judicializar múltiples casos, entre ellos los que involucraban directamente a Pastor Coronel.

## Fallecimiento
Falleció el 19 de septiembre de 2000, en el penal donde cumplía condena, a causa de complicaciones derivadas de obesidad mórbida y enfermedades asociadas.